# 熊本市電黒髪線
黒髪線（くろかみせん）は、かつて熊本県熊本市の浄行寺町電停から子飼橋電停までを結んでいた熊本市交通局の路面電車（市電）の路線。
幹線実質的な延長区間であり、1972年（昭和47年）に幹線の末端区間とともに廃止された。

## 運行形態
1系統（田崎橋・熊本駅 - 辛島町 - 水道町 - 浄行寺町 - 子飼橋）のみが運行され、黒髪線内で折り返していた。

## 歴史
- 1928年（昭和3年）12月26日：浄行寺町 - 子飼橋間開業。
- 1972年（昭和47年）3月1日：全線廃止。

## 電停一覧
- 全停留場が熊本県熊本市に所在。

| 停留場名       | 駅間 キロ | 累計 キロ | 接続路線       |
| -------------- | --------- | --------- | -------------- |
| 浄行寺町停留場 | -         | 0.0       | 熊本市電：幹線 |
| 子飼橋停留場   | 0.4       | 0.4       |                |

### 廃止停留場
廃線前に廃止された停留場。
- 薬園町停留場：1928年12月26日開業、1943年12月28日廃止。